# Беджиховиці-Гурні
Беджиховиці-Гурні (пол. Biedrzychowice Górne) — село в Польщі, у гміні Богатиня Згожелецького повіту Нижньосілезького воєводства.
У 1975-1998 роках село належало до Єленьогурського воєводства. Населення 12 осіб.